# Moteur linéaire
 (décembre 2015).
Si vous disposez d'ouvrages ou d'articles de référence ou si vous connaissez des sites web de qualité traitant du thème abordé ici, merci de compléter l'article en donnant les références utiles à sa vérifiabilité et en les liant à la section « Notes et références ».

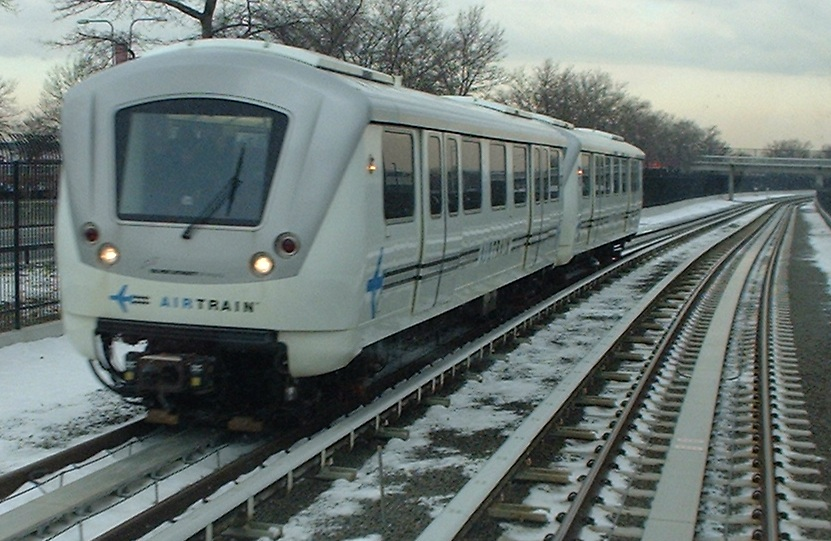
Les trains ART de Bombardier se déplacent grâce à la bande d'aluminium que l'on voit entre les voies

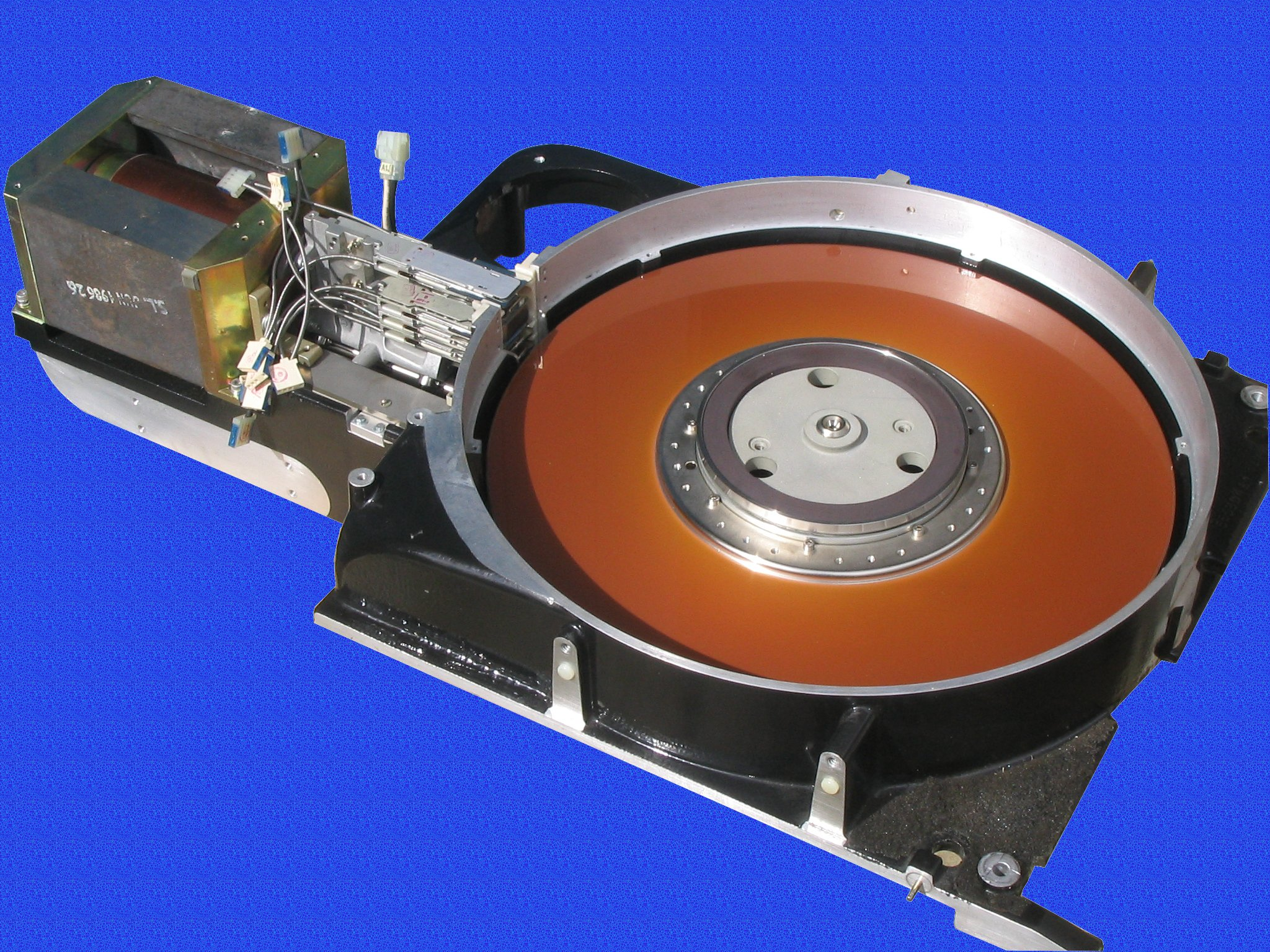
Actionneur linéaire à bobine mobile dans un entrefer magnétisé pour le positionnement des têtes magnétiques de disques durs anciens (1986)

Un moteur linéaire est un moteur électrique dont les « rotor » et « stator » ont été « mis à plat ». Alors qu'un moteur rotatif classique produit un couple (rotation), le moteur linéaire produit une force (translation) permettant le déplacement d'objets ou de véhicules.

## Principes

### Expérience du rail de Laplace
Le rail de Laplace est un moteur linéaire simple, et c'est l'expérience fondamentale illustrant le fonctionnement d'un moteur électrique. Une tige métallique, cylindrique, placée au contact de deux rails conducteurs d'électricité, horizontaux et fermant un circuit électrique parcouru par un courant continu, l'ensemble étant placé dans un champ magnétique vertical uniforme, subit alors une force de Laplace.

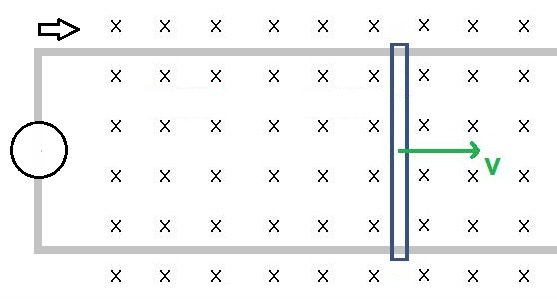
Expérience du rail de Laplace - vue de dessus (ici le champ magnétique est dirigé vers le bas).

Si {\displaystyle {l}} est la longueur de la tige, {\displaystyle {B}} la valeur du champ magnétique, et {\displaystyle {I}} la valeur du courant, la force de Laplace vaut ici :
{\displaystyle {F}={B}.{I}.{l}}
La tige accélère, et en se déplaçant, provoque à son tour une force contre-électromotrice proportionnelle à sa vitesse (loi de Lenz-Faraday, la tige coupant le flux magnétique), avec un courant induit de sens opposé. 
{\displaystyle {\varepsilon '}=-{B}.{l}.{v}}
La force contre-électromotrice compense peu à peu la force électromotrice, et l'intensité tend vers zéro en l'absence de forces mécaniques opposées. La tige atteint donc une vitesse limite.
Lorsque la tige travaille (frottements, pente, résistance de l'air, etc.), ou au démarrage, l'énergie électrique supplémentaire fournie par l'alimentation est transformée en énergie mécanique.

### Motorisation

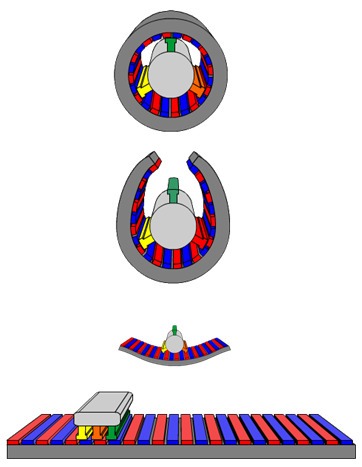
Mise à plat d'un moteur rotatif synchrone triphasé.

Moteur linéaire synchrone alimenté en courant alternatif en quadrature.

Les moteurs actuels utilisent le courant alternatif, et une voie spécialement aménagée.
Deux principes peuvent être retenus :
- s'il y a deux flux magnétiques, l'un dans la voie et l'autre dans la partie mobile, il s'agit d'un moteur synchrone[3] ;
- si le flux magnétique n'est généré qu'à un seul endroit, par exemple dans la voie, et que la partie mobile est électro-magnétiquement passive, le moteur est dit asynchrone[4] - le récepteur peut alors n'être qu'un simple métal conducteur (cuivre, aluminium, etc.).

Dans le cadre d'un moteur linéaire synchrone, la voie peut être composée d'aimants permanents, suite alternée de pôles nord et sud. Des bobines attachées au tracteur alimentées en courant alternatif, déphasées judicieusement, permettent à la vitesse de se synchroniser (en fonction de la fréquence du courant et de l'espacement des aimants). Toutefois, la voie peut être jalonnée d'électroaimants alimentés en courant alternatif, et des aimants permanents placés dans la partie mobile, comme dans le Maglev ou le Transrapid, permettant la lévitation. La vitesse du train se synchronise alors avec l'onde magnétique des boucles placées dans la voie.
Dans le cadre d'un moteur linéaire asynchrone, le champ magnétique généré dans la voie est alternatif, avec au moins trois phases et une onde se déplaçant à une vitesse v1. Dans la partie mobile, le récepteur peut n'être qu'une simple plaque conductrice, ou brins parallèles entre eux (et perpendiculaires à la trajectoire) reliés aux extrémités, comme la cage à écureuil d'un moteur rotatif asynchrone mise à plat. Les courants de Foucault (si plaque ou tige en long), ou courants induits (si barreaux), s'opposant à la variation de flux magnétique (loi de Lenz), mettent en mouvement le tracteur, qui atteint une vitesse v2 atteignant presque v1 (la différence étant le glissement). Inversement, le champ magnétique peut être aussi généré dans la partie mobile, et le secondaire (le rail) être une simple plaque conductrice où sont induits les courants de Foucault.
Un des principaux avantages du moteur linéaire est sa force à des vitesses faibles, sa précision, et une usure plus faible (moins de contacts, car on obtient directement une force et non un couple).

## Catégories
Ces moteurs se divisent en deux grands groupes :
- les moteurs à grande course :
  - ceux à accélération faible utilisés dans le transport, aussi bien le Transrapid que le SkyTrain ou l'Aérotrain S44;
  - ceux à accélération rapide dans les armes comme le canon magnétique et les engins spatiaux.
- les moteurs à course limitée (appelés actionneurs linéaires).

Dans la même catégorie figurent les pompes électromagnétiques à induction qui permettent de véhiculer un fluide conducteur. Les premiers essais de ce type de pompe ont été faits avec du mercure, puis du NaK (mélange de Sodium/Potassium). Les grandes réalisations industrielles concernent la circulation du sodium dans certains types de réacteurs nucléaires et des pompes doseuses d'aluminium liquide.